# Persone di cognome Grossi
| Questa pagina contiene informazioni ricavate automaticamente dalle voci biografiche con l'ausilio del template Bio e di un bot. L'aggiornamento è periodico e automatico e ricostruisce completamente la pagina. Se manca una persona in questa lista, sei pregato di non aggiungerla, ma accertati piuttosto che la sua voce biografica contenga il template Bio e che i dati anagrafici siano correttamente compilati. Se il template Bio manca, inseriscilo tu stesso o, in alternativa, metti l'avviso {{tmp\|Bio}} che ne segnala la mancanza. Se i dati riportati sono sbagliati, correggi direttamente la voce biografica; le modifiche saranno visibili in questa lista entro pochi giorni. Per chiarimenti vedi il progetto antroponimi. La lista contiene solo le 51 persone che sono citate nell'enciclopedia e per le quali è stato implementato correttamente il template Bio. Pagina aggiornata al 8 feb 2025. |

Questa è una lista di persone presenti nell'enciclopedia che hanno il cognome Grossi, suddivise per attività principale.

## Allenatori di calcio(2)
- Emilio Grossi, allenatore di calcio e dirigente sportivo italiano
- Gabriele Grossi, allenatore di calcio e ex calciatore italiano (Roma, n. 1972)

## Allenatori di hockey su ghiaccio(1)
- Dino Grossi, allenatore di hockey su ghiaccio e ex hockeista su ghiaccio canadese (Toronto, n. 1970)

## Assassini seriali(1)
- Cayetano Domingo Grossi, serial killer italiano (Bonifati, n. 1845 - Buenos Aires, † 1900)

## Attori(1)
- Fabio Grossi, attore, regista e drammaturgo italiano (Roma, n. 1958)

## Briganti(1)
- Terenzio Grossi, brigante italiano (Urbania, n. 1832 - Isola di Fano, † 1862)

## Calciatori(4)
- Amedeo Grossi, calciatore italiano (San Giorgio di Mantova, n. 1915)
- Cesare Grossi, calciatore italiano (Bari, n. 1917 - Tirana, † 1939)
- Gianni Grossi, calciatore italiano (Modena, n. 1936 - Pavullo nel Frignano, † 2012)
- Paolo Grossi, ex calciatore italiano (Milano, n. 1985)

## Canottieri(1)
- Oreste Grossi, canottiere italiano (Livorno, n. 1912 - Livorno, † 2008)

## Cestiste(1)
- Orietta Grossi, cestista italiana (Roma, n. 1959 - † 2024)

## Chitarristi(1)
- Alex Grossi, chitarrista statunitense (South Windsor, n. 1976)

## Compositori(2)
- Carlo Grossi, compositore italiano (Vicenza - Venezia, † 1688)
- Pietro Grossi, compositore, programmatore e violoncellista italiano (Venezia, n. 1917 - Firenze, † 2002)

## Discoboli(1)
- Franco Grossi, ex discobolo italiano (Serravalle Pistoiese, n. 1939)

## Farmacisti(1)
- Leonello Grossi, farmacista, politico e antifascista italiano (Finale Emilia, n. 1880 - Bologna, † 1934)

## Flautisti(1)
- Bruno Grossi, flautista svizzero (Bellinzona, n. 1965)

## Francescani(1)
- Lodovico Grossi da Viadana, francescano e compositore italiano (Viadana, n. 1564 - Gualtieri, † 1627)

## Fumettisti(1)
- Danilo Grossi, fumettista italiano (Venezia, n. 1950)

## Funzionari(1)
- Rafael Grossi, funzionario e diplomatico argentino (Buenos Aires, n. 1961)

## Generali(1)
- Camillo Grossi, generale e politico italiano (Grosseto, n. 1876 - Torino, † 1941)

## Giuristi(2)
- Paolo Grossi, giurista e storico italiano (Firenze, n. 1933 - Firenze, † 2022)
- Pierfrancesco Grossi, giurista italiano (Roma, n. 1934 - Roma, † 2020)

## Imprenditori(1)
- Giuseppe Grossi, imprenditore italiano (Milano, n. 1947 - Pavia, † 2011)

## Ingegneri(1)
- Mario Grossi, ingegnere italiano (Giuncarico, n. 1925 - Boston, † 1999)

## Medici(1)
- Angelo Grossi, medico, rivoluzionario e politico italiano (Senna Lodigiana, n. 1808 - Senna Lodigiana, † 1887)

## Mezzosoprani(1)
- Eleonora Grossi, mezzosoprano italiano (Napoli, n. 1837 - † 1879)

## Militari(1)
- Enzo Grossi, militare italiano (San Paolo del Brasile, n. 1908 - Corato, † 1960)

## Monaci cristiani(1)
- Girolamo Grossi, monaco cristiano e architetto svizzero (Bioggio, n. 1749 - Arezzo, † 1809)

## Patrioti(1)
- Giulio Grossi, patriota italiano (Venezia - Pieve di Ledro, † 1866)

## Pesiste(1)
- Giorgina Grossi, pesista e discobola italiana (Budrio, n. 1916 - † 1971)

## Pianisti(1)
- Mauro Grossi, pianista, compositore e arrangiatore italiano (Livorno, n. 1959)

## Piloti di rally(1)
- Giuseppe Grossi, pilota di rally italiano (Rimini, n. 1957 - Arezzo, † 2016)

## Pittori(3)
- Carlo Grossi, pittore italiano (Carpi, n. 1857 - Milano, † 1931)
- Giannino Grossi, pittore italiano (Milano, n. 1889 - Milano, † 1969)
- Proferio Grossi, pittore italiano (Vignale, n. 1923 - Parma, † 2000)

## Politici(4)
- Federigo Grossi, politico italiano (Napoli, n. 1838 - Arce, † 1922)
- Giuseppe Grossi, politico italiano (Soncino, n. 1920 - † 2007)
- Lauro Grossi, politico italiano (Vignale, n. 1932 - Parma, † 1989)
- Vinci Grossi, politico italiano (Perugia, n. 1924 - † 2000)

## Predicatori(1)
- Pietro Igneo Grossi, predicatore italiano (Montevarchi, n. 1696 - Reggello, † 1785)

## Presbiteri(1)
- Vincenzo Grossi, presbitero italiano (Pizzighettone, n. 1845 - Vicobellignano, † 1917)

## Scrittori(2)
- Pietro Grossi, scrittore italiano (Firenze, n. 1978)
- Tommaso Grossi, scrittore, poeta e notaio italiano (Bellano, n. 1790 - Milano, † 1853)

## Storici(1)
- Giovanni Battista Grossi, storico e teologo italiano (Catania, n. 1605 - Catania, † 1666)

## Tenniste(1)
- Marzia Grossi, ex tennista italiana (Firenze, n. 1970)

## Velocisti(1)
- Fabio Grossi, ex velocista italiano (Milano, n. 1967)

## Vescovi cattolici(1)
- José Nicomedes Grossi, vescovo cattolico brasiliano (Cipotânea, n. 1915 - Juiz de Fora, † 2009)

## Senza attività specificata(2)
- Fabio Grossi, ex ballerino italiano (Roma, n. 1977)
- Giovanni Francesco Grossi, cantante castrato italiano (Chiesina Uzzanese, n. 1653 - Malalbergo, † 1697)